# Scabiosa tenuis
Scabiosa tenuis är en tvåhjärtbladig växtart som beskrevs av Wilhelm von Spruner och Roiss. Scabiosa tenuis ingår i släktet fältväddar, och familjen Dipsacaceae. Inga underarter finns listade i Catalogue of Life.